# Seemarsch
Als Seemarsch werden etwas uneindeutig Marschen bezeichnet, die unmittelbar am Meer bzw. hinter dem Deich liegen. Das sind insbesondere die beiden Bodentypen der Jungmarschen: die Kalkmarsch und die Kleimarsch. In einigen Fachbüchern wird auch die Rohmarsch als Seemarsch bezeichnet.